# Iglesia de Santa María de los Milagros (Brescia)
La iglesia de Santa María de los Milagros (del italiano: Chiesa di Santa Maria dei Miracoli) situada en la ciudad de Brescia, en Italia fue construida entre los años 1488-1523 en honor a una imagen de la Virgen María que estaba pintada en la pared de una casa vecina, y que desde entonces custodiada en el ábside de la iglesia. 

## Descripción
Esta iglesia es un hito en la escultura renacentista lombarda; está construida en mármol policromado.
La fachada fue decorada por maestros escultores, como el arquitecto Giovanni Antonio Amadeo, que en el mismo periodo trabajaban en la construcción de la plaza de la Loggia.

## Galería
- Imagen del exterior del templo

## Culto
La iglesia de Santa María de los Milagros es un templo religioso de culto católico y bajo la advocación mariana de Santa María de los Milagros.
- Otras veneraciones: